# 영천시·청도군
영천시·청도군은 대한민국의 국회의원 선거구이다. 경상북도 영천시와 청도군 전역을 관할한다. 현 지역구 국회의원은 국민의힘의 이만희이다.

## 역사
대한민국 제20대 국회의원 선거를 앞두고 선거구 개편이 이루어짐에 따라 경산시·청도군 선거구에 속해있던 경산시가 경산시 단독 선거구를 구성하게 되었다. 이에 청도군이 영천시 선거구에 편입되면서 영천시·청도군 선거구를 이루게 됨에 따라 신설되었다.

## 관할 구역
| 대수  | 관할 구역               |
| ----- | ----------------------- |
| 20대~ | 영천시 일원 청도군 일원 |

## 역대 국회의원
| 선거   | 정당 | 정당       | 의원   |
| ------ | ---- | ---------- | ------ |
| 2016년 |      | 새누리당   | 이만희 |
| 2020년 |      | 미래통합당 | 이만희 |
| 2024년 |      | 국민의힘   | 이만희 |

## 역대 선거 결과

### 대한민국 제20대 국회의원 선거
|  | 51.42% |

|  | 48.57% |

### 대한민국 제21대 국회의원 선거
|  | 64.63% |

|  | 22.56% |

|  | 11.82% |

|  | 0.97% |

### 대한민국 제22대 국회의원 선거
|  | 62.88% |

|  | 19.53% |

|  | 15.87% |

|  | 0.87% |

|  | 0.83% |

## 같이 보기
- 경상북도의 선거구
- 영천시의 국회의원
- 청도군의 국회의원